# レーニン主義
レーニン主義（レーニンしゅぎ、ロシア語: ленинизм、レーニズム）は、ウラジーミル・レーニンによるマルクス主義の理論と思想で、ロシア革命の最も指導的な理論となった。広義には、レーニンの影響を受けたスターリンにより展開された潮流全体をさす場合もあるが、この場合にはマルクス・レーニン主義という呼称も用いられた。

## 概要
レーニン主義とはレーニンによるマルクス主義の理論と思想で、第二インターナショナルでの論戦、特にカール・カウツキーとの論戦（戦闘的マルクス主義）、帝国主義論、プロレタリア独裁論、労農同盟論、前衛党組織論などが基本的な内容で、20世紀前半の革命に大きな影響を与えた。レーニン主義を批判する思想は反レーニン主義とも呼ばれる。
レーニンの思想を「レーニン主義」と呼ぶことはレーニンの死後に始まった。レーニン主義の定義には複数あるが、1924年のヨシフ・スターリンによる『レーニン主義の基礎』での定義が最も著名である。
コミンテルンはこのスターリンによる定式化を受けて、レーニン主義を以下と規定して、全ての面の普遍的原理と位置付け、これが国際共産主義運動を通じて世界化され、後に「マルクス・レーニン主義」に発展した。
1. 帝国主義論とプロレタリア革命論
2. プロレタリアートの独裁の実現の諸条件と諸形態
3. プロレタリアートと農民との相互関係 （労農同盟）
4. 民族問題一般の意義
5. プロレタリア世界革命にとっての植民地・半植民地諸国における民族運動の特殊な意義
6. 党の役割 （前衛党組織論）
7. 帝国主義戦争の時代におけるプロレタリアートの戦術
8. 過渡期におけるプロレタリア国家の役割 （社会主義、共産主義の二段階論）
9. この期のプロレタリア国家の具体的型としてのソビエト権力 （社会主義一党制）
10. 日和見主義的傾向と革命的傾向等への労働運動の分裂の源泉としてのプロレタリアート自身の内部での社会階層化問題
11. 共産主義運動内における右翼的・社会民主主義的傾向および左翼的偏向の克服 （左翼社会民主主義主要打撃論）

しかし、これら「レーニン主義」の内実は左翼社会民主主義主要打撃論、社会主義一党制、党内分派禁止など、必ずしもレーニン自身の見解・思想と一致するものではなく、後にスターリン主義と呼ばれ批判されたものも含まれていた（スターリン批判、反スターリン主義）。

## レーニンの思想

### 初期
マルクス主義者であり、ロシア社会民主労働党党員だったレーニンは、弾圧でバラバラになっていた同党を再建するための方策として、1902年に出版された『なにをなすべきか?』において全国的政治新聞の構想を提示した。同時に専制打倒のための政治闘争より労働運動に注力しようとする傾向を経済主義と呼んで批判した。
1905年にロシア第一革命が勃発すると「プロレタリアートと農民の革命的民主主義的独裁」というスローガンを提示した（『民主主義革命における社会民主党の二つの戦術』）。当面の革命をブルジョア民主主義革命と規定しつつ、それを遂行するのはブルジョアジーではなくプロレタリアートと農民だと主張した。
1907年に執筆された『1905-1907年の第一次ロシア革命における社会民主党の農業綱領』では、全ての土地の国有化を党の新しい農業綱領として提示した。また、ロシアの農業の資本主義化は農民主導のアメリカ型と地主主導のプロシア型という二つの道がありうるとした。
当時ドイツ・オーストリア・ロシアの三カ国に分割されていたポーランドの独立に関連し、民族自決が問題になると、抑圧民族の社会民主主義者は被抑圧民族が独立国家を形成する権利（民族自決権）を認めなければならない、という見解を示した（『民族自決権について』）。
第一次世界大戦については帝国主義戦争と規定し、それを内乱へと転化すべきことを主張した。また第二インターナショナルの加盟政党がそれぞれ「自国」政府の戦争を支持したことを激しく非難し、それらと決別して第三インターナショナルを創設することを呼びかけた（『社会主義と戦争』）。
『帝国主義論』では、19世紀末以降に成立した帝国主義を金融資本の支配に基づく資本主義の新たな段階、そして帝国主義戦争を必然化することによって社会主義への移行を準備する資本主義の最後の段階として捉えた。

### 権力掌握後
ロシアで1917年に二月革命が起こると、そこで成立した臨時政府をブルジョアジーの権力、ソヴィエトをプロレタリアートと農民の権力と捉え、四月テーゼにおいて前者から後者へと全面的に権力を移行すべきことを主張した。
『国家と革命』は、マルクス・エンゲルスの暴力革命論を復活させた。社会主義革命においては既存の国家機構は破壊されなければならず、それに代わるコミューン型国家も共産主義の実現とともに死滅するものとされた。
『プロレタリア革命と背教者カウツキー』(1918年)では、「プロレタリアートの革命的独裁は、ブルジョアジーにたいするプロレタリアートの暴力によってたたかいとられ維持される権力であり、どんな法律にも拘束されない権力である」という認識を示すとともに、ロシア革命において成立したソヴィエトをブルジョア民主主義より高度な民主主義を体現していると主張した。

### テロリズム
革命後の混乱のなか、ロシア内戦もはじまった。レーニン暗殺未遂事件以後、レーニンは秘密警察チェーカーを用いて、赤色テロルによって「反革命分子」を逮捕し、処刑していった。
全面的テロルに訴えることにレーニンはためらうことはなかった。「われわれは、人民の意志を実行すべき強制機関に、国家を転化させることを望んでいる。われわれは、勤労者の利益のために暴力を組織することを望んでいる。」。レーニンを継承したスターリンも大粛清などのテロリズムを全面化させた。

## スターリン主義
1924年1月にレーニンが死ぬと、ロシア共産党内部で、スターリン、ブハーリン、トロツキー、ジノビエフらの抗争が激化し、論争のなかで、それぞれが自分を「レーニンの弟子」であると正統化していった。権力を掌握し、ボリシェヴィキの指導者となったスターリンはレーニンを神格化し、その思想をマルクス・レーニン主義として体系化していった。その際、ロシア単独で社会主義の建設が可能だとする一国社会主義論を提唱して世界革命を否定したり、共産主義社会に近づけば近づくほど階級闘争が激しくなるので国家権力を強化しなければならない、と主張して国家死滅論を否定したりするなど、従来のマルクス主義を大幅に修正した。その点を批判者たちはスターリン主義と呼んだ。
スターリンが自分のことをいかに「レーニンの弟子」であると公言していたかについては次のような記録がある。
1937年12月11日にスターリンは集会で演説を行った。参加した「選挙民」の10人のうち1人が秘密警察の協力者であり、演説時間の半分は拍手喝采だった。その演説でスターリンは、「有権者、人民は、自分たちの代議員にたいして、要求しなければならない。レーニンのように、明快で明確な活動家であるように（拍手）、レーニンがそうであったように、闘いにおいては勇敢で、人民の敵にたいしては容赦無く向かうように（拍手）、レーニンがそうであったように、いかなるパニックにも陥らないように（拍手）、レーニンがそうであったように、徹底的な状況判断およびプラスとマイナスを徹底的に計算することが必要とされる、複雑な問題の解決にあたっては、賢明で落ち着いているように（拍手）、レーニンがそうであったように、誠実で正直であるように（拍手）、レーニンが人民を愛したように、人民を愛するように（拍手）」と語った。会場のボリショイ劇場のロビーには1mもの「スターリン　彼こそ今日のレーニンである」というスローガンが掲げられた。当時、大粛清で数十万人の膨大な同志を処刑しているなかでの発言だった。革命の同志であったレフ・カーメネフとグリゴリー・ジノヴィエフは前年の1936年8月の第一次モスクワ裁判で処刑されていた。
1939年、スターリンが60歳のときに公刊されたスターリンの伝記は、1800万部も刷られたが、そこにはスターリン本人によって書かれた「レーニンの優れた教え子、ボリシェヴィキ党の最良の息子、レーニンの後継者にして偉大な継承者スターリン」とある。同書でスターリンは「私はただレーニンの教え子であるにすぎず、私の目的は彼の教え子にふさわしくありたいということなのです」と述べた。
スターリン死後、1956年にはソ連は公式にスターリン批判を行った。

## トロツキー主義
トロツキーはスターリンによるマルクス主義の修正を厳しく批判し、自分たちこそ真のレーニン主義者だという立場で「ボリシェヴィキ・レーニン主義者」と称した。また各国のトロツキスト組織も、「ボリシェヴィキ・レーニン主義者」を名乗った。

## 影響

### ソ連
レーニン主義は数十年にわたってソビエト帝国の軍事力に依拠してきた。レーニン主義は、デマゴーグの学校と、待ち望む幸福を不確かな未来へと絶えず引き延ばすことで、一面的で、ドグマ的で、プロパガンダ的な神話を現実としてうけとるように人々に信じこませる巨大な力を持ってきた。
1956年フルシチョフは「スターリン批判」においてスターリンの正体を暴露したが、スターリンの罪業を「個人崇拝」に帰した一方、スターリンの「先生」であるレーニンは、20世紀ロシアの災厄の個人的な根源だったにもかかわらず、ますます輝いた。以来、歴代の書記長は、「レーニンの原則の復活」「レーニンへの回帰」を訴えた。
ソビエト連邦共産党解散後の1995年1月22日、ロシア連邦共産党が採択した綱領では、「レーニンにもどれ」と記載されており、集団化も大量弾圧も非難されておらず、「世界革命」をよびかけたのはレーニンではなく「えせ共産主義者」であるとされた。

## 評価と研究
アレクサンドロフは『社会主義的理念とマルクス主義』(1991)において、レーニン主義の世界は巨大な修道院のようだった。院長へはいかなる疑惑を持つことも批判も許されず、服従は教義への信仰を意味し、管理職につくためには、宗教としてのマルクス主義イデオロギーへの参加が条件であったと回想している
政治学者加藤哲郎によれば、スターリンによるレーニン思想の解釈は、レーニンの思想と一致するものではなく、むしろ「スターリン主義」とよぶべきほど独自であった。しかし、レーニン自身の思想においても、プロレタリアート独裁論、国家論、議会制民主主義の過小評価などの問題を抱えており、1991年のソ連解体で最終的に破綻している。また、レーニン主義は、ゲオルギー・プレハーノフ以来の「ロシア・マルクス主義」の一段階でもあった。
政治学者ウラジーミル・ティスマネアヌは、レーニン主義は、政治的暴力を神聖化し、社会的カテゴリー全体を国家主導で絶滅しようとする革命教義であり、抑圧された人々のイデオロギーを装いながら、法の支配、自由、財産、そして人権の普遍性を軽蔑することに根差した、世俗的な排除の目的論であったという。 

### スターリン主義との関係
元ソ連軍事史研究所長官のドミートリー・ヴォルコゴーノフは、は『勝利と悲劇 : スターリンの政治的肖像』をペレストロイカ以前の1983年に書き終えたとき、1956年のスターリン批判以来の「スターリンはレーニンを歪曲した」という解釈が、ひどい考え違いであったことにきづいたという。その考え違いはソ連国民の多くも、ゴルバチョフもそう考えていた。しかし、膨大な一次資料を調査したうえでいえるのは、レーニンこそスターリンの精神的な父であり、スターリン主義はレーニン主義の亜種であり、その具体化、具現化だったということだった。ヴォルコゴーノフは「私たちは欺かれてきた。しかし、私たちは自分でそれを望んでもきた。」「私たちみんなが、この恐るべき無知に責任がある。」と述べている。ヴォルコゴーノフは、レーニン主義者の容赦ない急進主義は、欺瞞と暴力に依拠してきたが、もっとも忠実なレーニン主義者であったスターリンは、レーニンを霊廟で押さえ込み、その遺産を独り占めし、長年にわたって難攻不落の要塞となったと指摘する。ヴォルコゴーノフによれば、レーニンによって計画され、基礎がすえられたシステムは、スターリンによって建設され、プロレタリア独裁は唯一の党の独裁となり、その党は唯一の首領の独裁となった。スターリン体制は、レーニン主義の絶対化とドグマ化をもたらした。ロシア社会民主労働党員だったレーニンは社会民主主義を階級闘争とプロレタリア独裁によって再解釈し、スターリンはそれを完全に最大限に受け入れたうえで、さらにロシア伝統の急進主義によって、理念の「勝利」という名のもとに、人々の生活を犠牲にすることを正当化した。レーニンの教義の純潔を守るための闘いは、他の選択の余地をいっさい残さなかった。「レーニンの遺訓」を実現するスターリン主義は、当初から、ドグマ主義の硬直性によって破滅を運命づけられていた。
歴史学者リチャード・パイプスは、スターリンはレーニンの政策を忠実に実行しており、スターリン主義はレーニン主義の自然な帰結であるとした。レーニン主義とスターリン主義の連続性は、レーニンがロシア内戦時の政策で、人質をとる方式や強制収容所の設置、赤色テロを実行したことや、刑法第58条を制定したこと、ロシア共産党による独裁体制を確立したことにも見てとれる。
歴史学者 ロバート・サーヴィスは、レーニンは制度的にもイデオロギー的にもスターリンの基盤を築いたが、レーニン主義からスターリン主義への移行は、平穏でなく、避けられないものでもなかったと指摘している
歴史家エドワード・ラジンスキーは、スターリンが自ら主張した通り、レーニンの純正の信徒であったという
ジョージ・レジェットは、レーニンが共産党内の派閥や分派を禁止し、1921年に一党独裁制を導入し、この体制によってレーニン死後もスターリンが容易にライバルを排除できたと指摘し、ソビエトの秘密警察チェーカー長官フェリックス・ジェルジンスキーも「我々は組織的テロを支持している」と公言している。
トロツキー主義者の歴史学者ヴァディム・ロゴヴィンは、ソ連における一党独裁制の確立は、当時の戦時中の状況にも起因しているとも指摘する。
カーは、レーニンによる左翼社会革命党との連立政権樹立に向けた初期の試みに注目する
マルクス主義者のマルセル・リープマンは1985年の著書において、レーニンが分派禁止などの戦時措置を取ったのは、いくつかの政党がソビエト新政府に対して武装したり、破壊活動に参加したり、ツァーリ派と協力したり、レーニンや他のボルシェビキ指導者に対する暗殺を企てたりしたことなどがきっかけであったし、レーニン政権下での弾圧は、後のスターリン政権下の弾圧ほどの抑圧的な性格を持っていなかったと述べている
レーニンの政策の進歩的な面としては、普通教育、ユニバーサルヘルスケア、 女性の権利の向上などがある。これに対してスターリン政権は、男女同権、結婚の制限、性的少数者の権利、妊娠中絶といったレーニンの政策を覆したとTeresa Meadeは指摘している。
歴史家ロバート・ヴィンセント・ダニエルズによれば、スターリン時代においては、ソビエト愛国主義、ツァーリ的なロシア化、レーニンが「大ロシア的な排外主義」として批判していた伝統的な軍階級が復活しており、この時代はソビエト文化生活における反革命の時代であるとした。ダニエルズはまた、経済政策においてもスターリン主義はレーニン時代と決別しており、ゴスプラン(ソ連国家計画委員会)の元メンシェヴィキ経済学者によって熟慮された科学的な経済計画システムが、非現実的な目標、官僚制的な無駄、ボトルネックや不足を伴う性急な計画に置き換えられたと指摘する
歴史修正主義や、ポスト冷戦時代およびその他ソ連の反体制派歴史家（ロイ・メドヴェージェフを含む）は、「スターリンが実施した様々な措置は、実際にはレーニン政権下で実施された反民主主義的な潮流や措置の延長であった」と論じているが、「スターリンは多くの点で、レーニンの明確な指示に従うのではなく、むしろそれに反抗して行動した」と主張した。その解釈の意図は、スターリン主義とレーニン主義を分離し、スターリンの否定的な側面が初期のロシア共産主義に内在していたというソ連体制を全体主義とする解釈を覆そうとしたものだった。